# Рава (Люблінське воєводство)
Рава (пол. Rawa) — село в Польщі, у гміні Міхів Любартівського повіту Люблінського воєводства.
Населення — 223 особи (2011).

## Демографія
Демографічна структура станом на 31 березня 2011 року:
|          | Загалом | Допрацездатний вік | Працездатний вік | Постпрацездатний вік |
| -------- | ------- | ------------------ | ---------------- | -------------------- |
| Чоловіки | 111     | 20                 | 74               | 17                   |
| Жінки    | 112     | 22                 | 50               | 40                   |
| Разом    | 223     | 42                 | 124              | 57                   |